# Prądocin (województwo lubuskie)
Prądocin (niem. Rodenthal) – wieś w Polsce położona w województwie lubuskim, w powiecie gorzowskim, w gminie Deszczno.
W latach 1975–1998 miejscowość położona była w województwie gorzowskim.
W 2021 miejscowość liczyła 441 mieszkańców.